# Hypercompe orsa
Hypercompe orsa là một loài bướm đêm thuộc phân họ Arctiinae, họ Erebidae.